# Kirklinton
Kirklinton – wieś w Anglii, w Kumbrii, w dystrykcie (unitary authority) Cumberland. Leży 11 km na północ od miasta Carlisle i 428 km na północny zachód od Londynu.